# Sofie Gråbøl
Sofie Gråbøl [sofiːˀə ˈɡ̊ʁʌb̥øl], nacida el 30 de julio de 1968 en Frederiksberg, es una actriz danesa. Sofie Gråbøl es una de las actrices más populares de Dinamarca y ha recibido múltiples premios por sus actuaciones en el cine, series de televisión y teatro. Es conocida internacionalmente sobre todo por encarnar el personaje de Sarah Lund en la serie The Killing (Forbrydelsen).

## Biografía
Sofie Gråbøl nació en 1968 cerca de Copenhague. Es hermana del director Niels Gråbøl y creció en los setenta en una familia de orientación política progresista y asistió a una escuela privada cristiana. Después de terminar el bachillerato empezó a trabajar en el Nobelhotel Kong Frederik de Copenhague.
Gråbøl reside en Copenhague. Su padre, Kaj Fladhede Gråbøl, y su madre Mette Koustrup eran arquitectos. Gråbøl está divorciada y tiene dos hijos.

## Carrera
Gråbøl es una actriz famosa en Dinamarca con una obra amplia que va de la comedia a Shakespeare. A pesar de ser autodidacta y nunca haber asistido a una escuela de interpretación, trabaja de manera constante. Gråbøl empezó a actuar impulsada por su madre cuando era adolescente. Obtuvo un papel en una película sobre Paul Gaugain al responder a un anunció en un periódico: «Pensé que sería un trabajo de verano», dice, «pero una película llevó a otra y de pronto era una actriz y nunca me arrepentí de la decisión.»
El mismo año, 1986, obtuvo el papel que la dio a conocer en Childhood Street dirigida por Astrid Henning-Jensen. En los primeros años de su carrera estudió teología y trabajó en una librería.

## The Killing (Forbrydelsen)
En 2007, Gråbøl encarnó el papel de la detective Sarah Lund obsesionada con resolver el crimen de una adolescente en la serie de la televisión danesa Forbrydelsen (literalmente «El crimen», conocida también por el título inglés «The Killing»). Los productores de la serie pretendían romper la imagen tradicional de los personajes femeninos respresentados en la televisión y en el cine. Lund es una detective determinada e incansable que no se preocupa ni por su apariencia o sexualidad. Gråbøl participó en el proceso de creación de la serie y tuvo numerosas discusiones con el escritor y creador de la serie Søren Sveistrup. Su punto de vista fue determinante a la hora de definir los rasgos de Lund, desde mantener el misterio de su pasado, a la elección de su ropa, y especialmente, su aislamiento emocional frente a lo que la rodea.
La serie fue un gran éxito en Dinamarca. Forbrydelsen 2 se emitió en 2009 y la tercera temporada de la serie se emitió en 2012.

## Filmografía
- Oviri (1986) - Judith Molard
- Barndommens gade (1986) - Ester
- Pelle el conquistador (1987) - Virgin Sine
- Rami og Julie (1988) - Julie
- Høfeber (1991) - Empleada en un banco
- Dotkniecie reki (1992) - Annette Berg
- Sort høst (1993) - Clara Uldahl-Ege
- Nattevagten (1994) - Kalinka
- Carmen & Babyface (1995) - Carmen
- Pan (1995) - Edvarda Mack
- Fede tider (1996) - Anne
- Sinans bryllup (1997) - Cherie
- Sekten (1997) - Mona
- Mørkets øy (1997) - Julie
- Mifunes sidste sang (1999) - Claire
- Den eneste ene (1999) - Mulle
- Blinkende Lygter (2000) - Hanne
- Grev Axel (2001) - Leonora Amalie
- Lad de små børn... (2004) - Brit
- Anklaget (2005) - Nina
- Den Rette Ånd (2005) - Lærke
- Direktøren For Det Hele (2006) - Kisser
- Vikaren (2007) - Carl's mother
- Daisy Diamond (2007) - Actress
- The Killing (Forbrydelsen) (2007) - Sarah Lund
- Forbrydelsen II (2009) - Sarah Lund
- Usynlige Venner (2010) -?
- Absolutely Fabulous (2011) - cameo como Sarah Lund
- Forbrydelsen III (2012) - Sarah Lund
- The Killing EE. UU. (2012) - Fiscal Christina Niilsen
- Fortitude (2015-) - Gobernadora Hildur Odegard
- Gentleman Jack (2019) - reina Marie de Dinamarca (episodio 8)